# Miss Congeniality
Miss Congeniality (bra: Miss Simpatia; prt: Miss Detective) é um filme de comédia policial estadunidense, dirigido por Donald Petrie, escrito por Marc Lawrence, Katie Ford e Caryn Lucas, e estrelado por Sandra Bullock, Michael Caine, Benjamin Bratt e Candice Bergen com William Shatner e Ernie Hudson em papéis coadjuvantes. No filme, o FBI pede a agente Gracie para se disfarçar de concorrente quando um terrorista ameaça bombardear o concurso de Miss Estados Unidos.
Miss Simpatia foi lançado pela Warner Bros. Pictures em 22 de dezembro de 2000 e foi um sucesso de bilheteria, arrecadando mais de 212 milhões de dólares em todo o mundo. Bullock também foi indicada ao Globo de Ouro de Melhor Atriz em Filme de Comédia ou Musical. Uma sequência, Miss Simpatia 2: Armada e Poderosa, foi lançada em 24 de março de 2005.

## Elenco
- Sandra Bullock como Gracie Hart (Gracie Lou Freebush, Miss Nova Jersey)
  - Mary Ashleigh Green como a pequena Gracie Hart
- Benjamin Bratt como Eric Matthews
- Ernie Hudson como Chefe Harold MacDonald
- William Shatner como Stan Fields
- Michael Caine como Victor Melling
- Candice Bergen como Kathy Morningside
- Heather Burns como Cheryl Frasier, Miss Rhode Island
- Steve Monroe como Frank Tobin/Morningside
- John DiResta como Agente Clonsky
- Wendy Raquel Robinson como Leslie Davis, Miss Califórnia
- Deirdre Quinn como Mary Jo Wright, Miss Texas
- Melissa De Sousa como Karen Krantz, Miss Nova York
- Asia De Marcos como Alana Krewson, Miss Hawaii
- Jennifer Gareis como Tina, namorada da Miss Nova York
- Cody Linley como menino difícil no flashback
- LeeAnne Locken como Kelly Beth Kelly, Miss Nebraska

## Produção

### Desenvolvimento
Ellen DeGeneres afirma que a escritora se inspirou ao vê-la treinando para andar de salto alto e um vestido em preparação para o Emmy.

### Filmagem
A história se passa na cidade de Nova York e San Antonio. Cenas no exterior do Hotel St. Regis, Nova York, bem como algumas cenas de rua, foram filmadas em locações em Nova York e Weehawken, Nova Jersey. As cenas em Alamo e River Walk foram filmadas em San Antonio. A maior parte do filme foi filmada em Austin, Texas: cenas que retratam o interior do St. Regis foram filmadas no Driskill Hotel de Austin. As cenas do concurso foram filmadas no Bass Concert Hall da Universidade do Texas em Austin; e cenas retratando as participantes do concurso em seus quartos de hotel foram filmadas no Omni Austin em South Park.

## Distribuição
Miss Simpatia foi distribuído pela Warner Bros. Pictures na maioria dos países e pela Roadshow Entertainment na Austrália e Nova Zelândia.

## Recepção

### Bilheteria
O filme foi a quinta maior bilheteria na América do Norte em seu fim de semana de estreia, faturando US$ 13,9 milhões. Teve um aumento de 5% nos ganhos na semana seguinte – o suficiente para fazer o filme chegar ao terceiro lugar. No geral, foi um sucesso de bilheteria, arrecadando mais de 106 milhões de dólares nos Estados Unidos e mais de 212 milhões em todo o mundo.

### Crítica
No Rotten Tomatoes, o filme tem um índice de aprovação de 41% com base na revisão de 116 críticos. O consenso crítico diz: "Embora os críticos digam que Bullock é engraçada e charmosa, ela não consegue superar um roteiro ruim que faz o filme parecer muito uma comédia boba e sem originalidade." No Metacritic, o filme tem uma pontuação de 43 de 100, com base em 20 críticos, indicando "críticas mistas ou médias". O público através do CinemaScore deu ao filme uma nota A-.
A. O. Scott, do The New York Times, descreveu-o como "uma comédia padrão de peixe fora d'água" e que "parece feliz e deliberadamente de segunda categoria, como se seu público ideal fossem passageiros de companhias aéreas cansados". Roger Ebert para o Chicago Sun-Times escreveu: "Não é tão ruim quanto a falta de qualquer ambição de ser mais do que obviamente é", embora tenha elogiado o desempenho de Sandra Bullock.
Foi indicado a vários prêmios, incluindo a dois Globo de Ouro: Sandra Bullock recebeu uma indicação a Melhor Atriz em um Filme de Comédia ou Musical, e "One in a Million" de Bosson foi indicado para Melhor Canção Original em um Filme.

## Home media
A primeira edição em DVD do filme, lançada em 2001, incluiu dois comentários em áudio, algumas cenas deletadas, o trailer de cinema e dois documentários sobre a produção do filme. Um DVD de edição de luxo, lançado em 2005, apresentava uma arte de capa diferente e continha os mesmos recursos que a outra versão do DVD, além de um questionário apresentado por William Shatner e uma prévia da sequência. Em 2009, foi lançada uma edição dupla que incluía a sequência.

## Sequência
A sequência, Miss Simpatia: Armada e Poderosa, foi lançado em 24 de março de 2005. O filme é estrelado por Sandra Bullock, Regina King, Enrique Murciano, William Shatner, Ernie Hudson, Heather Burns, Diedrich Bader, e Treat Williams. A sequência foi menos bem sucedida, criticamente e comercialmente, ganhando apenas $101,393,569.

## Trilha Sonora
1. "One in a Million" - Bosson (3:30)
2. "If Everybody Looked the Same" - Groove Armada (3:40)
3. "She's a Lady (The BT Remix)" - Tom Jones (4:21)
4. "Anywhere USA" - P.Y.T. (4:06)
5. "Dancing Queen" - A-Teens (3:50)
6. "Let's Get It On" - Red Venom (3:26)
7. "Get Ya Party On" - Baha Men (3:20)
8. "None of Your Business" - Salt 'N' Pepa (3:34)
9. "Mustang Sally" - Los Lobos (4:59)
10. "Bullets" - Bob Schneider (4:25)
11. "Liquored Up and Lacquered Down" - Southern Culture on the Skids (2:26)
12. "Miss United States (Berman Brothers Mix)" - William Shatner (3:38)
13. "One in a Million (Bostrom Mix)" - Bosson (3:33)